# Anders Andersson i Fågelsrum
Anders Andersson (i riksdagen kallad Andersson i Fågelsrum), född 30 maj 1777 i Horns socken, Östergötlands län, död 28 augusti 1865 i Horns socken, var en svensk riksdagsman.
Andersson företrädde Kinda och Ydre härader av Östergötlands län i bondeståndet vid riksdagarna 1828–1830 och 1840–1841.
Vid 1828–1830 års riksdag var han elektor för justitieombudsmansvalet, tillfällig ledamot i statsutskottet, ledamot i förstärkta konstitutionsutskottet och i förstärkta bankoutskottet. Vid 1840–1841 års riksdag var Andersson suppleant i expeditionsutskottet, ledamot i bondeståndets enskilda besvärsutskott och suppleant i förstärkta statsutskottet.
Anders Andersson var far till riksdagsmannen Anders Magnus Andersson i Boda.